# Norillag
Norillag neboli Norilský nápravně-pracovní tábor (rusky Норильский исправительно-трудовой лагерь, Норильский ИТЛ nebo Норильлаг) byl jedním z mnoha tzv. gulagů, které vznikly na území Sovětského svazu za Stalinovy vlády. Existoval od 25. června 1935 do 22. srpna 1956 v oblasti Norilsku, který byl centrem tábora, na severu dnešního Krasnojarského kraje. Hlavním úkolem vězňů byla těžba surovin (např. nikl, měď) a s tím související budování zázemí pro důlní a hutnický průmysl, včetně výstavby sídel.

## Historie

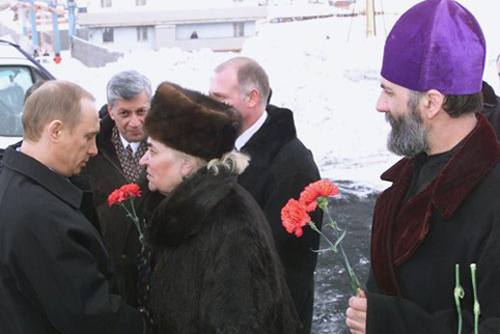
Prezident Vladimir Putin během návštěvy Norillagu v roce 2002

V roce 1935 zde při založení tábora bylo asi 1200 vězňů. Tento počet se do ledna 1939 zvýšil na 11 560. Již 1. ledna 1940 zde bylo vězněno 19 500 lidí, během prvních let druhé světové války zůstal počet vězňů zhruba stejný. V lednu 1943 se jejich počet zvýšil na 30 757 a v lednu 1946 bylo v Norillagu 33 797 osob. Během období druhé světové války v norilském pracovním táboře zemřelo celkem 7 223 vězňů. Hlavní příčinou úmrtí bylo naprosto nedostatečné zajištění množství a kvality jejich stravy a s tím související onemocnění, jako úplavice, pellagra nebo tuberkulóza.
V poválečných letech počet vězňů rychle vzrostl na 72 490 – maximum z 1. ledna 1951. Poté počet klesl na 68 849 (leden 1952), 36 734 (leden 1954) a 21 214 (leden 1955), krátce před uzavřením v roce 1956 bylo v táboře 13 629 vězňů.

## Norilská Golgota
Při jihozápadním okraji města Norilsku se zvedá Šmidtova hora (гора Шмидта) či Šmidticha (Шмидтиха, 514 m n. m.). Na jejím úpatí byli pohřbívání lidé různých národností, kteří zemřeli nebo byli zastřeleni jako vězni Norillagu mezi roky 1935 a 1956. Od roku 1953 do roku 1987 byl v těchto místech také norilský městský hřbitov. 
V roce 1989 z iniciativy místní pobočky společnosti Memorial a norilského muzea, které se věnuje historii zdejší průmyslové oblasti, byly nalezené ostatky vězňů znovu pietně uloženy a byl zde vztyčen první dřevěný kříž. Od roku 1990 bylo na tomto místě postupně budován památník Norilská Golgota. V pietním areálu nekropole je umístěn žulový obelisk, objekt Poslední brána, kaple svatého Kříže, zvonice, dále tři kříže, věnované památce důstojníků z pobaltských zemí, kteří zahynuli v Norillagu, památník obětí politických represí, pomník polským obětem stalinských represí a pomník, věnovaný  židovským vězňům, kteří zemřeli v Norillagu. 